# Кронбергер, Лили
Ли́ли Кро́нбергер (венг. Kronberger Lily; 12 ноября 1890, Будапешт — 21 мая 1974, Будапешт) — венгерская фигуристка, выступавшая в годы становления женского одиночного катания. Она была первой в истории чемпионкой мира из Венгрии.

## Карьера
Кронбергер родилась в Будапеште. На первом чемпионате мира, на котором официально проводились соревнования среди женщин, в 1906 году, Лили выиграла бронзовую медаль. В 1907 году снова была бронза. Затем она четыре раза подряд (с 1908 по 1911) становилась чемпионкой мира.
В 1911 году Кронбергер была первой фигуристкой, использовавшей музыкальное сопровождение в произвольной программе. Сделала она это по предложению венгерского композитора Золтана Кодая.
Кронбергер, которая была еврейкой, в 1983 году была зачислена в Международный еврейский зал спортивной славы. В 1997 году была включена в Зал славы мирового фигурного катания.
Умерла в Будапеште в 1974 году.

## Спортивные достижения
| Соревнования/Год | 1906 | 1907 | 1908 | 1909 | 1910 | 1911 |
| Чемпионаты мира  | 3    | 3    | 1    | 1    | 1    | 1    |